# Bauschänzli
Das Bauschänzli (zürichdeutsch Buuschänzli [ˈbuːˌʃæntslɪ] ‚kleine Bauschanze‘) Ist ein fünfeckiger Ravelin auf der Höhe, wo die Limmat den Zürichsee verlässt. Das «Schänzli im Wasser» war ursprünglich Bestandteil der Wehranlagen, also Teil der mittelalterlichen Befestigung, die rund um die Stadt Zürich angelegt, diese vor einem direkten Angriff schützen sollte. Die künstlich gebaute Flussinsel stellt eines der letzten Relikte des Befestigungssystems aus dem 17. Jahrhundert dar.
Seit 1841 gehört das Bauschänzli der Stadt Zürich. Der öffentliche Platz wird seitdem für friedliche Zwecke genutzt. 1907 wurde auf der Insel erstmals ein Biergarten eingerichtet und in den 1930er Jahren zusätzlich ein Wirtschaftsgebäude erstellt. Die Gartenwirtschaft direkt am Fluss zählt zu den grössten Europas. Der Gastrobetrieb wird seit 2019 von Candrian Catering geführt.

## Lage und Namensherkunft

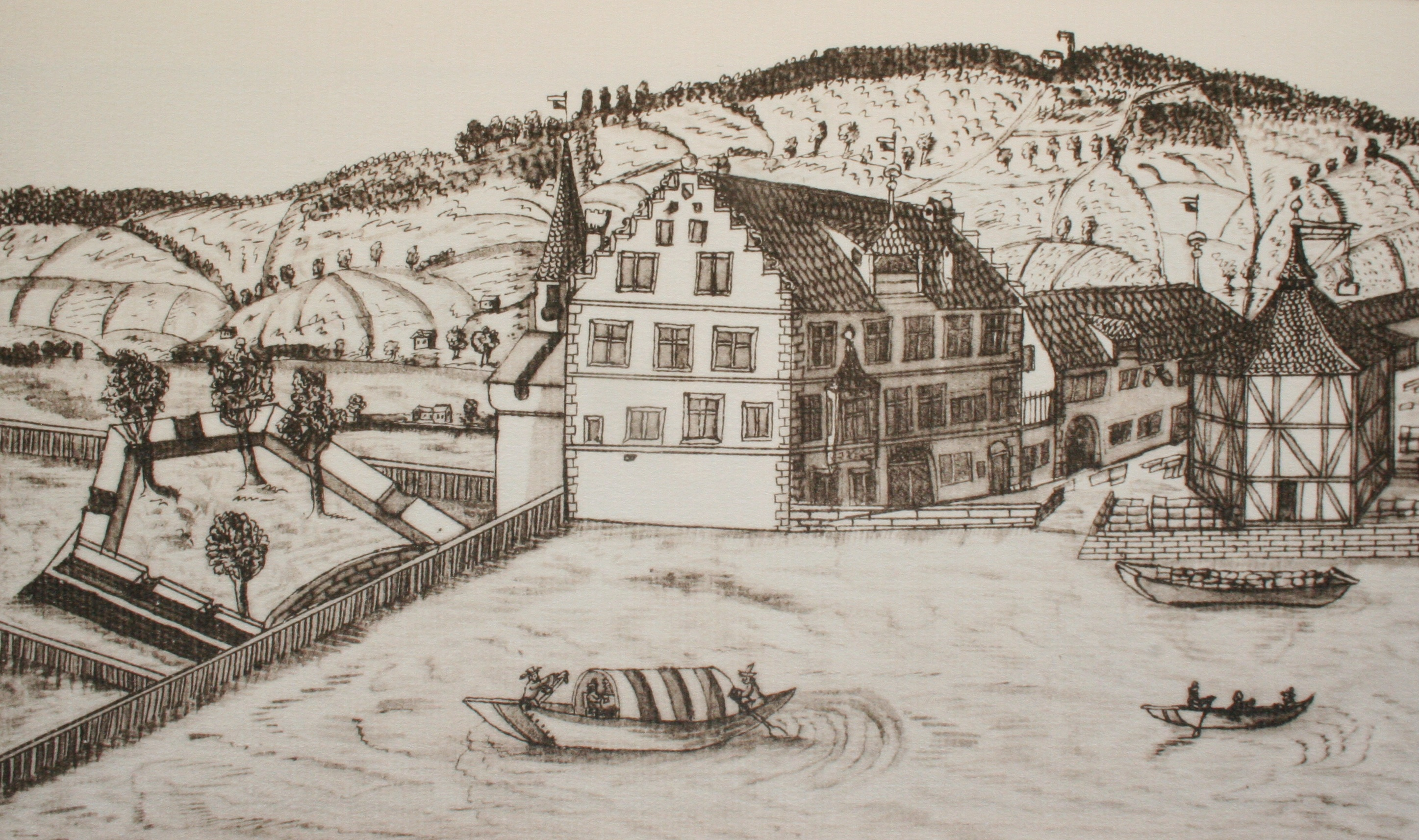
Bauschänzli und Bauhaus, 1700, Federzeichnung von Gerold Escher

Der Name stammt vom ehemaligen Bauplatz und Bauhaus im einstigen Kratzquartier am linksseitigen Ufer der Limmat und am Zürichsee. «Die heutige Namensgebung dürfte aus dem 19. Jahrhundert stammen und könnte sich von ‹Schanze beim Bauhaus› […]  zu ‹Bauschänzli› gewandelt haben.»
Das Bauschänzli liegt heute im Kreis 1 in direkter Nachbarschaft des Stadthauses, der «Frauenbadi» und der Quaibrücke. Vom Stadthausquai ist es über eine Fussgängerbrücke zugänglich. Auf Johann Heinrich Vogels Grundriss der Statt Zürich samt deroselben Fortifications Werken aus dem Jahr 1705 findet sich die Bezeichnung «Schänzli im See».

## Geschichte

### Frühgeschichtliche Besiedlung
In prähistorischer Zeit war das Gebiet beim Seebecken dicht bewaldet, das Ufer buchtenreich, und mit dem Kleinen und Grossen Hafner existierten im Zürichsee zwei von Menschen besiedelte Inselchen unweit des heutigen Ufers. Wahrscheinlich befanden sich mehrere, nur zeitweise bewohnte Dörfer im Umfeld des Bauschänzlis und der Quaibrücke. Weitere Siedlungsplätze unter den Uferausschüttungen in den Quartieren Riesbach, Enge und Wollishofen (im Haumessergrund) sowie Alpenquai sind erst teilweise archäologisch erforscht. Die aktuell am besten erforschte Epoche der Siedlungen im Seebecken bei Zürich ist die Kulturschicht der Pfyner Kultur (3850–3450 v. Chr.). Auf Stadtgebiet sind bisher zehn Dörfer der Pfyner Kultur nachgewiesen, die vermutlich nicht gleichzeitig bewohnt waren.

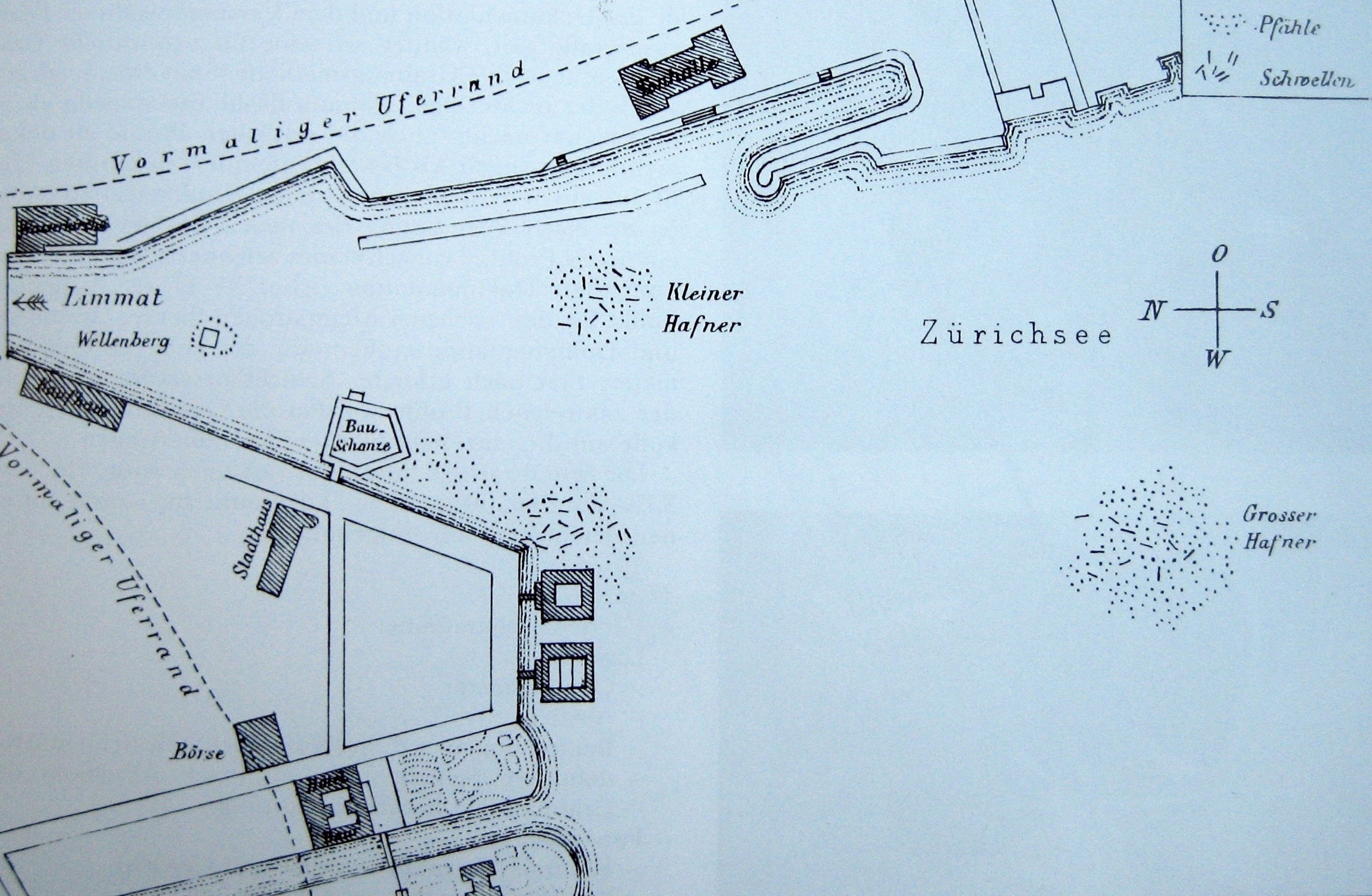
Planskizze der Pfahlfunde von Ferdinand Keller, um 1868/69

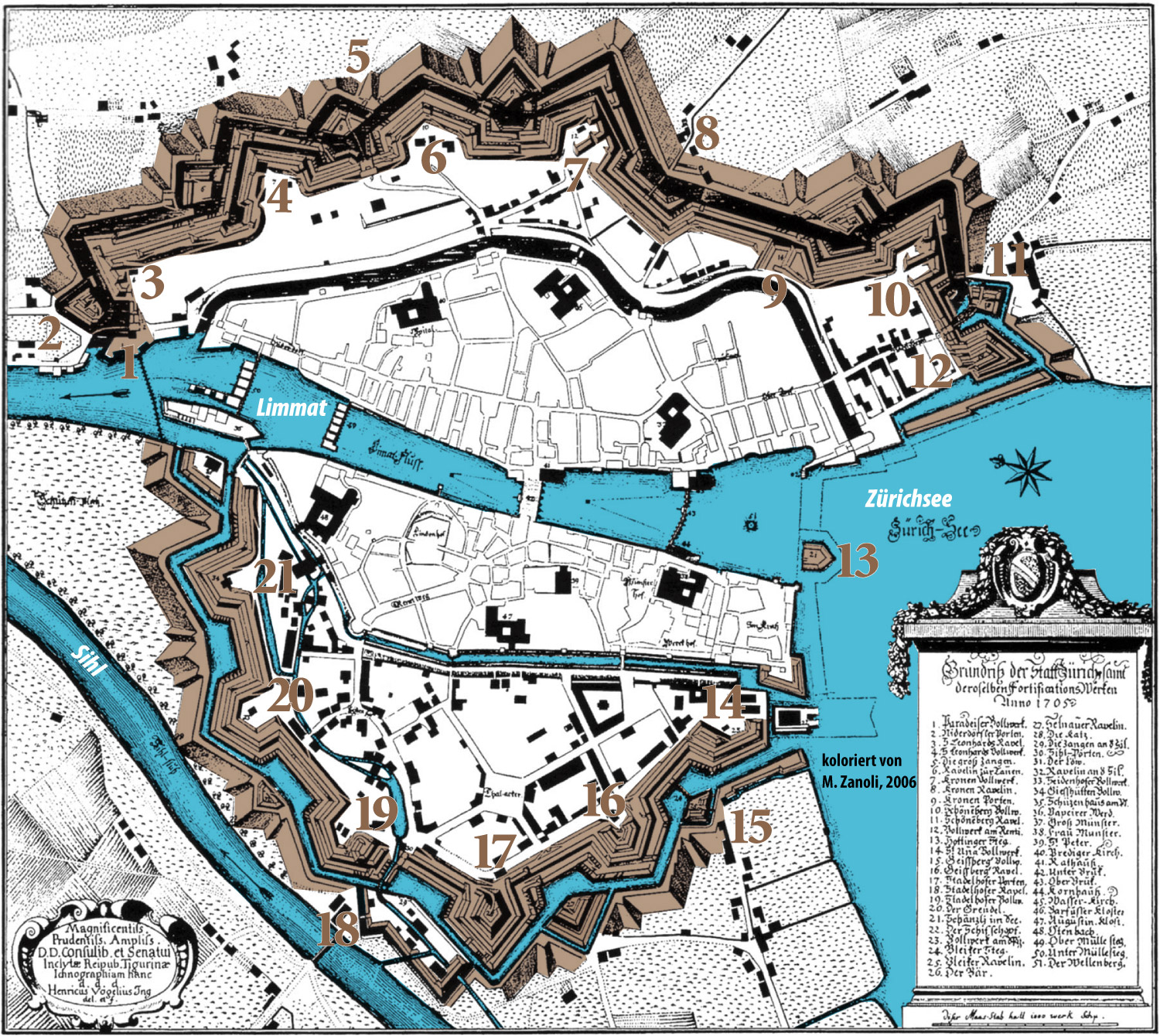
Stadtbefestigung von Zürich, nachträglich kolorierter Stich von Heinrich Vögelin, 1705

In Wassernähe wurden im Umfeld des Bauschänzlis vor mehr als 6000 Jahren erste Feuchtbodensiedlungen – von Ferdinand Keller als Pfahlbausiedlungen bezeichnet – errichtet, deren Überreste in den 1860er Jahren im Rahmen von Arnold Bürklis Quaibauten grösstenteils abgebaggert wurden. Unter den Aussenmauern der Bauschanze erstreckte sich, bis hinauf zur Quaibrücke, ein stein- und bronzezeitliches Pfahlfeld, das vermutlich um das Jahr 1868/69 von Ferdinand Keller dokumentiert wurde. Als kleine Zeugenberge mit braunen Kulturbändern sind die Abfallschichten der damaligen Bevölkerung stellenweise erkennbar. Die archäologische Tauchequipe der Stadt Zürich hat seit den 1960er Jahren Untersuchungen durchgeführt und konnte bemerkenswert frühe Spuren von frühgeschichtlichen Bauern an den Seeufern nachweisen. Die Siedlungsdauer wird auf den Zeitabschnitt von 4100 v. Chr. bis 1000 v. Chr. datiert; in den Ablagerungen fanden sich Tierknochen, Haselnussschalen, Holzkohlen, Silexabschläge und Keramikscherben. Die ältesten Keramikscherben datieren um 4000 v. Chr., wobei zwei kleine Scherben sich deutlich von den anderen Fundstücken abheben: Sie zeigen typische Verzierungen, wie sie sonst nur aus dem liechtensteinischen Raum bekannt sind.

### Barocke Stadtbefestigung

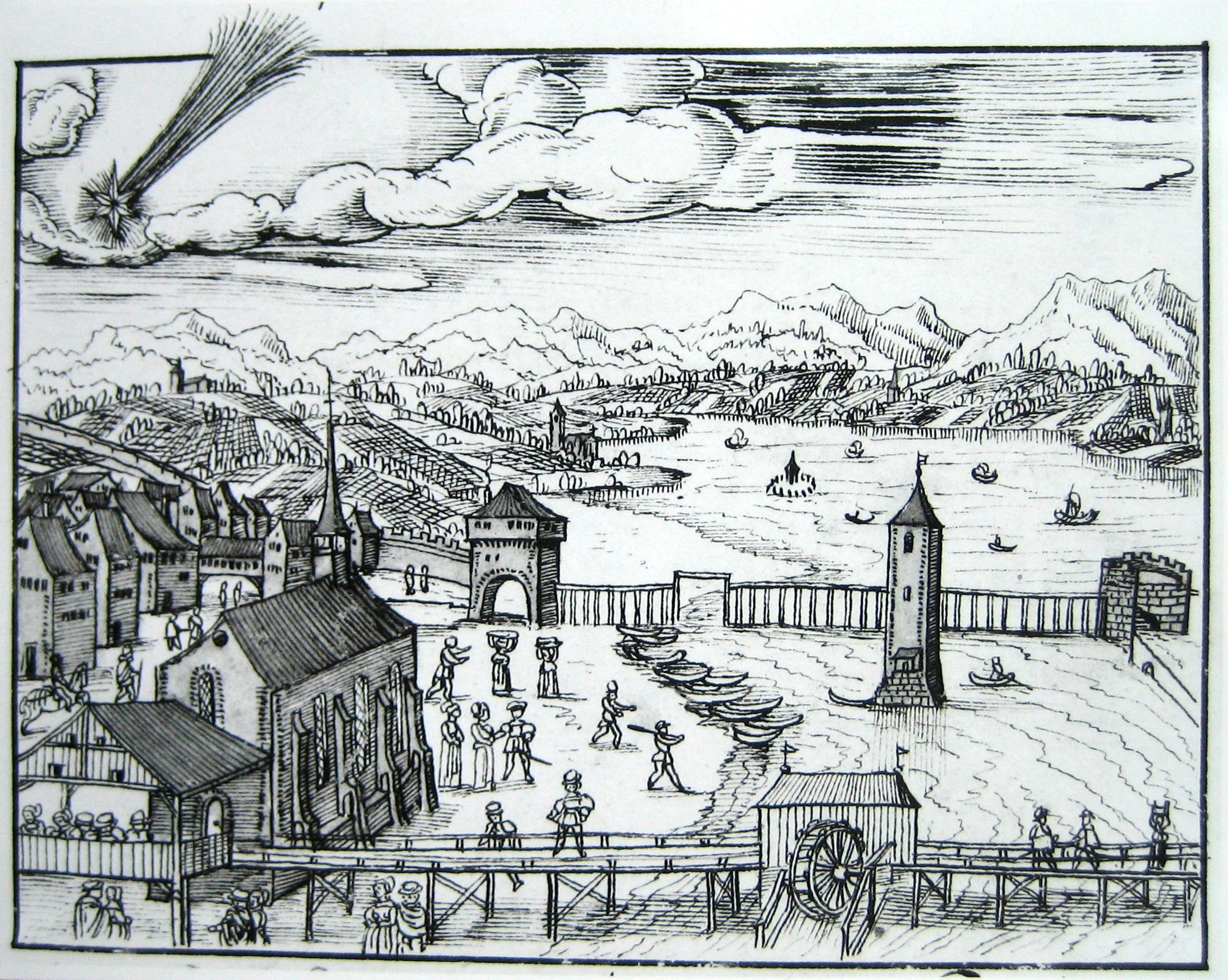
Wellenberg, Grendeltor und der mutmassliche Vorgängerbau des Bauschänzlis in der Schweizer Chronik von Christoph Silberysen, 1576

Zusammen mit dem Schanzengraben, dem Bollwerk «zur Katz» und einem Mauerstück im Spickel zwischen der Weinberg- und der Leonhardsstrasse ist das Bauschänzli eines der letzten erhaltenen Relikte der barocken Stadtbefestigung. Es wurde um 1660 angelegt.
Unter dem Eindruck des Dreissigjährigen Krieges beschloss der Rat von Zürich, die Stadt grossräumig nach den seinerzeit modernsten Erkenntnissen zu befestigen. Mit dem Ratsbeschluss zum Schanzenbau wurde 1642 der Neubau der Stadtbefestigung genehmigt und von Bürgermeister Salomon Hirzel eine beratende Kommission eingesetzt. Nach langwieriger Evaluation der unterschiedlichsten Fortifikationssysteme wurde das Projekt von Johann Georg Werdmüller nicht mehr als Ringmauer, sondern als zeitgemässe Sternschanze gebaut und damit die bahnbrechende Bauweise (Vaubanfestung) von Sébastian le Prestre de Vauban (1633–1707) vorweggenommen. Werdmüllers Projekt übernahm am Ausfluss des Zürichsees die bestehende Limmatbefestigung, das Grendeltor und seine Palisaden, die sogenannten «Schwirren», sowie den bereits auf dem Murerplan von 1576 dargestellten halbrunden Turmbau aus dem Jahr 1540/41 beim gegenüberliegenden Werkplatz («Steinhof») der Steinmetze und Zimmerleute. Diese Teile der bestehenden Stadtbefestigung wurden ab 1657 um das fünfeckige Ravelin «Kratz» in der Limmat erweitert. Mit dem Kratzquartier respektive «Bauhaus» war das stadtseitig offene Bollwerk durch einen Steg mit Zugbrücke verbunden. Grosse Teile des Kratzquartiers hatten als Werkhof gedient, weshalb hier das Haus des städtischen «Bauherrn» stand, das mit Beginn des 19. Jahrhunderts als Stadthaus umgenutzt wurde.

### Umnutzung als städtischer Erholungsraum

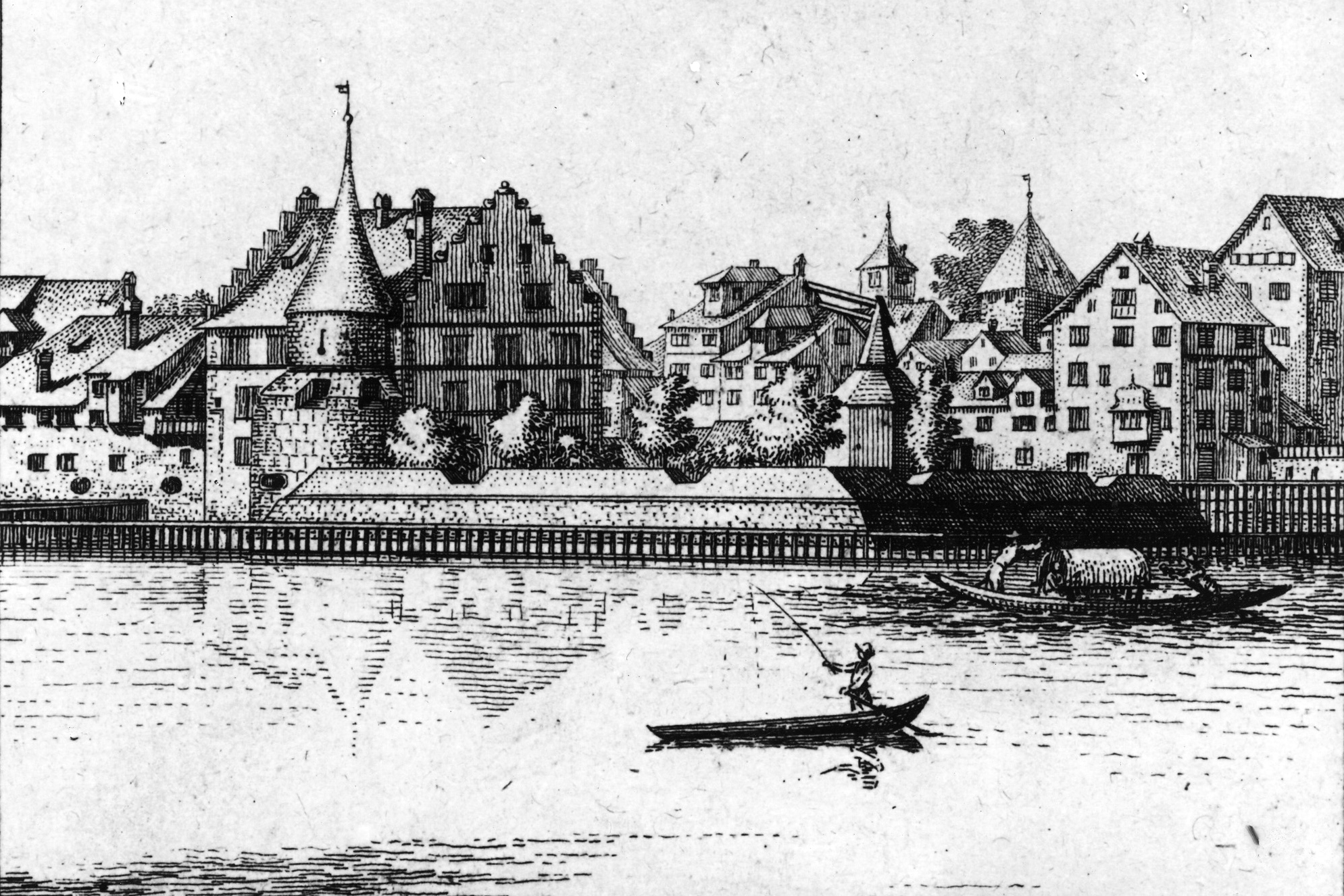
«Von dem Helmhauss zu Zürich gegen dem Bau-Hauss», Radierung von Johann Balthasar Bullinger, 1770

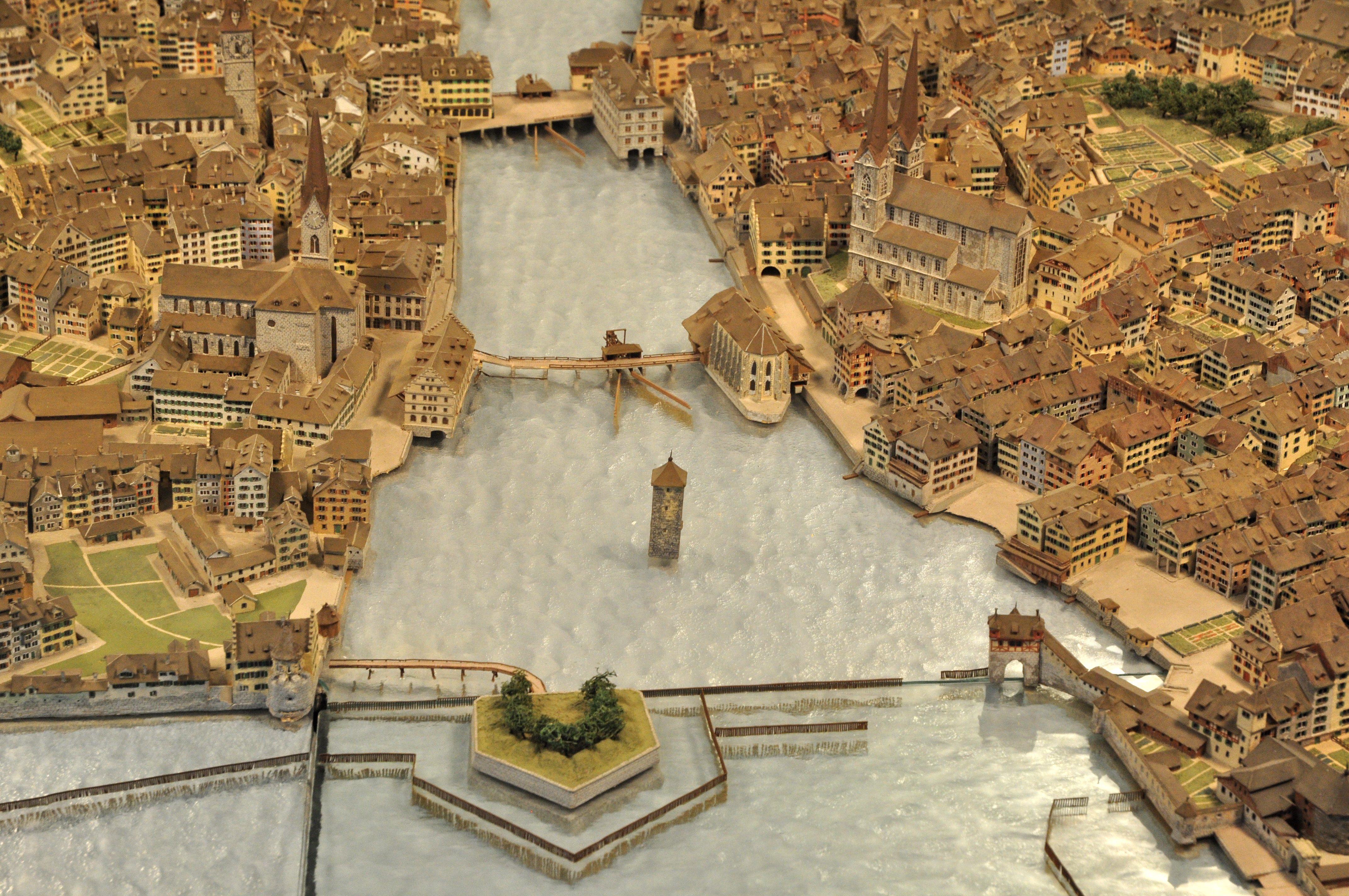
Stadtmodell von Hans Langmack, um 1800

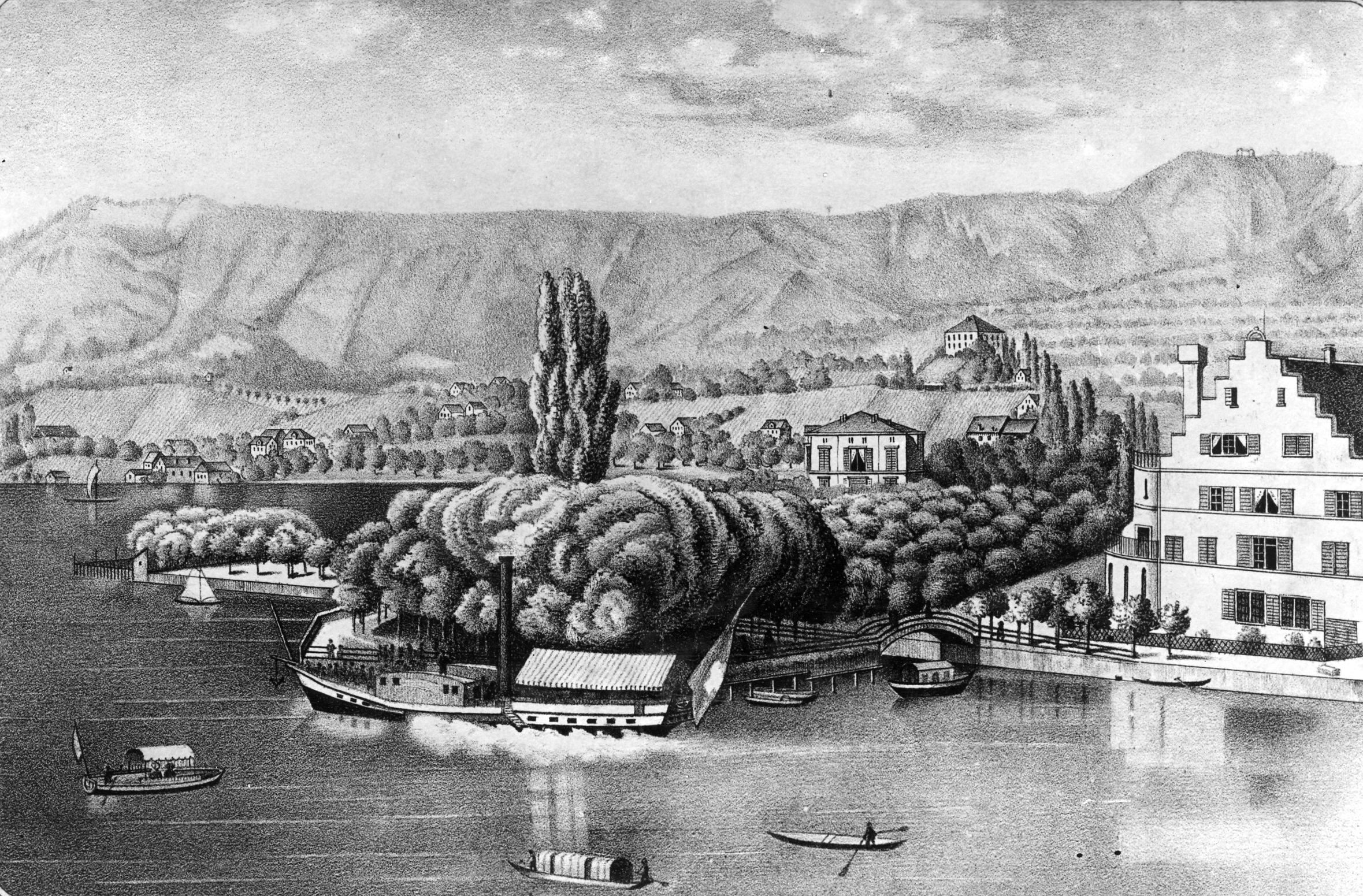
Schiffanlegestelle beim Bauschänzli, 1835–1883

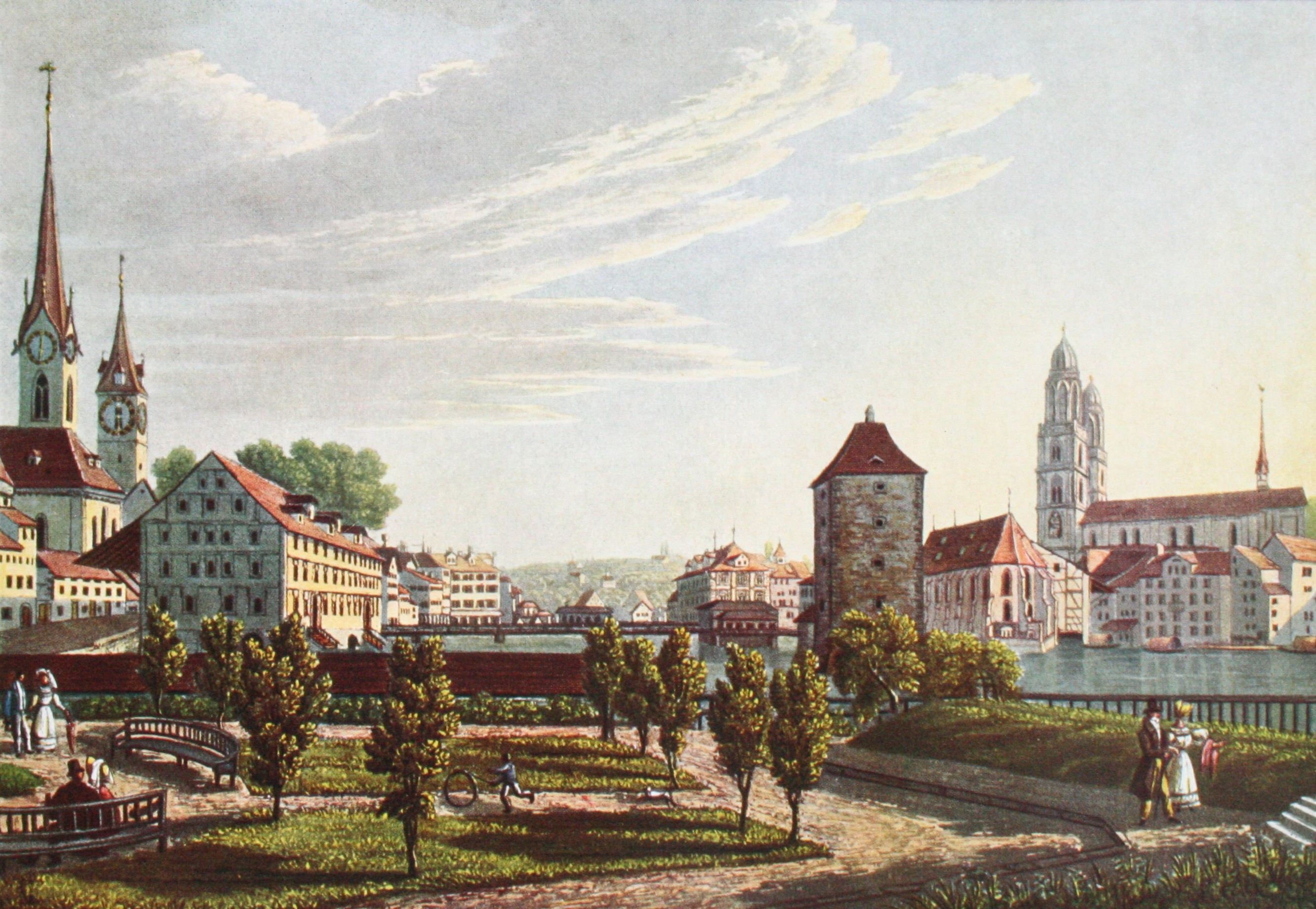
Um 1830

1747 wurden auf dem Bauschänzli elf Bäume gepflanzt, die auf der Radierung Von dem Helmhauss zu Zürich gegen dem Bau-Hauss von Johann Balthasar Bullinger und dem kolorierten Stadtplan (1788/93) von Johannes Müller zu erkennen sind. Als 1804 das Staatsgut zwischen Kanton und Stadtgemeinde aufgeteilt wurde, verblieben die Schanzen vorerst im Staatseigentum. Erst 1841 ging das Bauschänzli, mit der Auflage, dass es auf Dauer ein nicht überbauter öffentlicher Platz bleiben müsse, in den Besitz der Stadt über. Trotz der nun friedlichen Nutzung der Anlage wird die neue Eigentümerin von der Militärkommission angehalten, «Jungbäume so zu pflanzen, dass ein mit Pferden bespanntes Geschütz unbehindert die Runde machen kann». Pläne und Zeichnungen aus jener Zeit stellen das Bauschänzli mit den unterschiedlichsten Gartenanlagen dar. Durch zeitgenössische Fotografien gesichert ist die Darstellung auf Franz Schmids malerischen Plan der Stadt Zürich und ihrer Umgebung von 1846, der einen hochgewachsenen Baumbestand mit einer grossen Pyramidenpappel in der Mitte zeigt.
Spätestens mit der Schleifung der Stadtbefestigung ab 1834 wurde die ehemalige Schanze auch als Gemüsegarten des Stadtbaumeisters genutzt. Mit dem Abbruch des Kratzquartiers sollten diese Überreste der Stadtbefestigung ebenfalls beseitigt werden; das hier geplante neue Stadthaus wurde aber in den Jahren 1898 bis 1900 neben dem Fraumünster erbaut. 1842 ersetzte die Stadt Zürich die Zugbrücke beim Bauhaus durch einen gewölbten Steg, die «Seufzerbrücke». Seit 1856 ist das Bauschänzli mittels einer flachen Fussgängerbrücke (1988 renoviert) mit dem heutigen Stadthausquai verbunden.

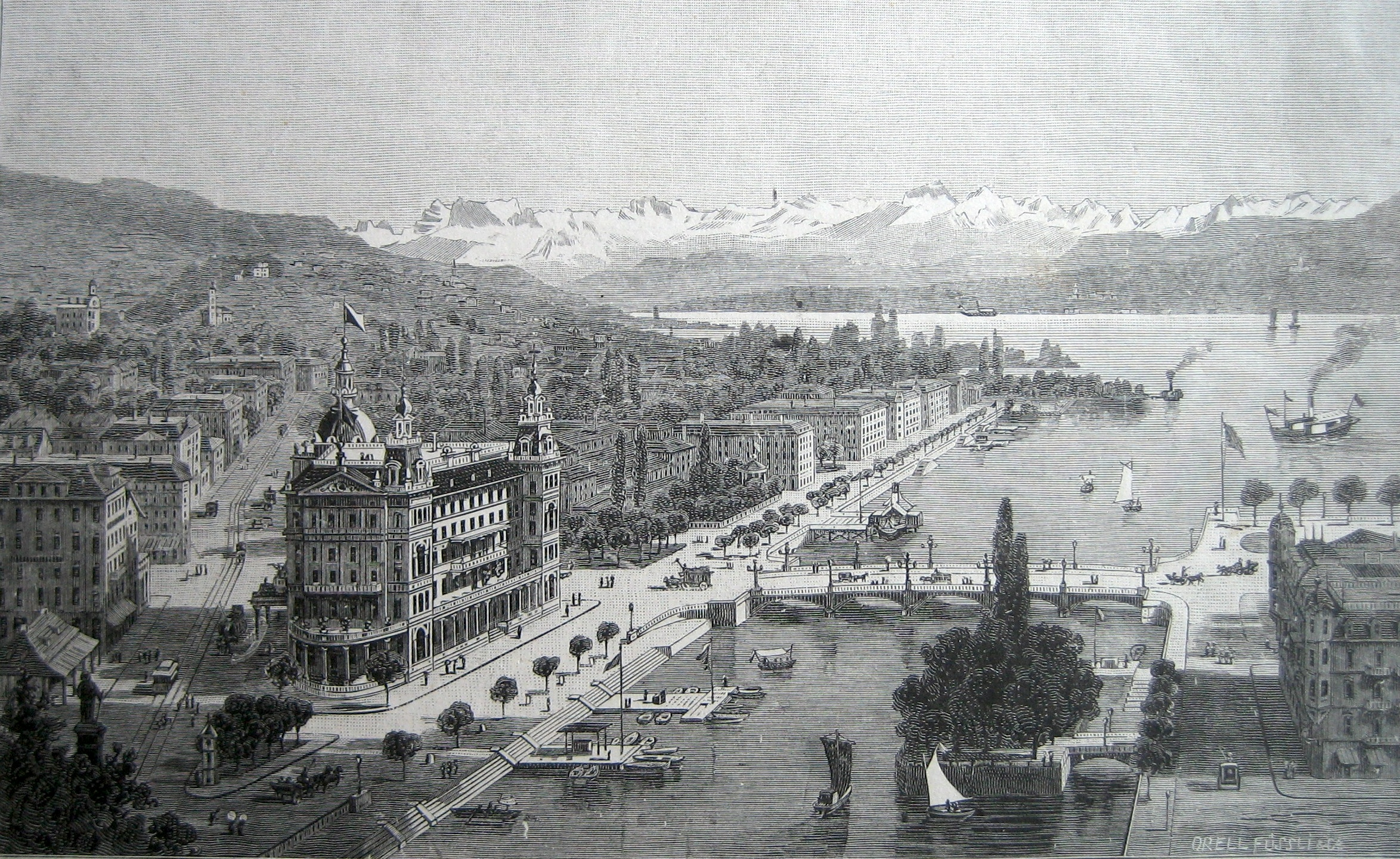
Grandhotel Bellevue, rechts das Bauschänzli, 1890

Von 1835 bis zum Bau der Quaibrücke 1882/84 diente das Bauschänzli auch als Anlegestelle für die Dampfschiffe der heutigen Zürichsee-Schiffahrtsgesellschaft. Am 19. Juli 1835 erlebte das Dampfschiff Minerva bei der «Holzschanze» am heutigen Utoquai seinen Stapellauf. Die geladenen Gäste sammelten sich unter Kanonendonner und Glockengeläute auf dem Bauschänzli. Pünktlich um 11 Uhr legte die «Minerva» zu ihrer Jungfernfahrt nach Rapperswil ab.

## Das Bauschänzli heute

### Restaurationsbetrieb seit 1907
1907 bewilligte der Stadtrat ein Gesuch von Eduart Krug, Wirt des «Metropol», auf dem Bauschänzli einen Biergarten einzurichten, nachdem die städtische «Promenadenkommission» dem Anliegen zugestimmt hatte.

Bauschänzli mit Biergarten 1908
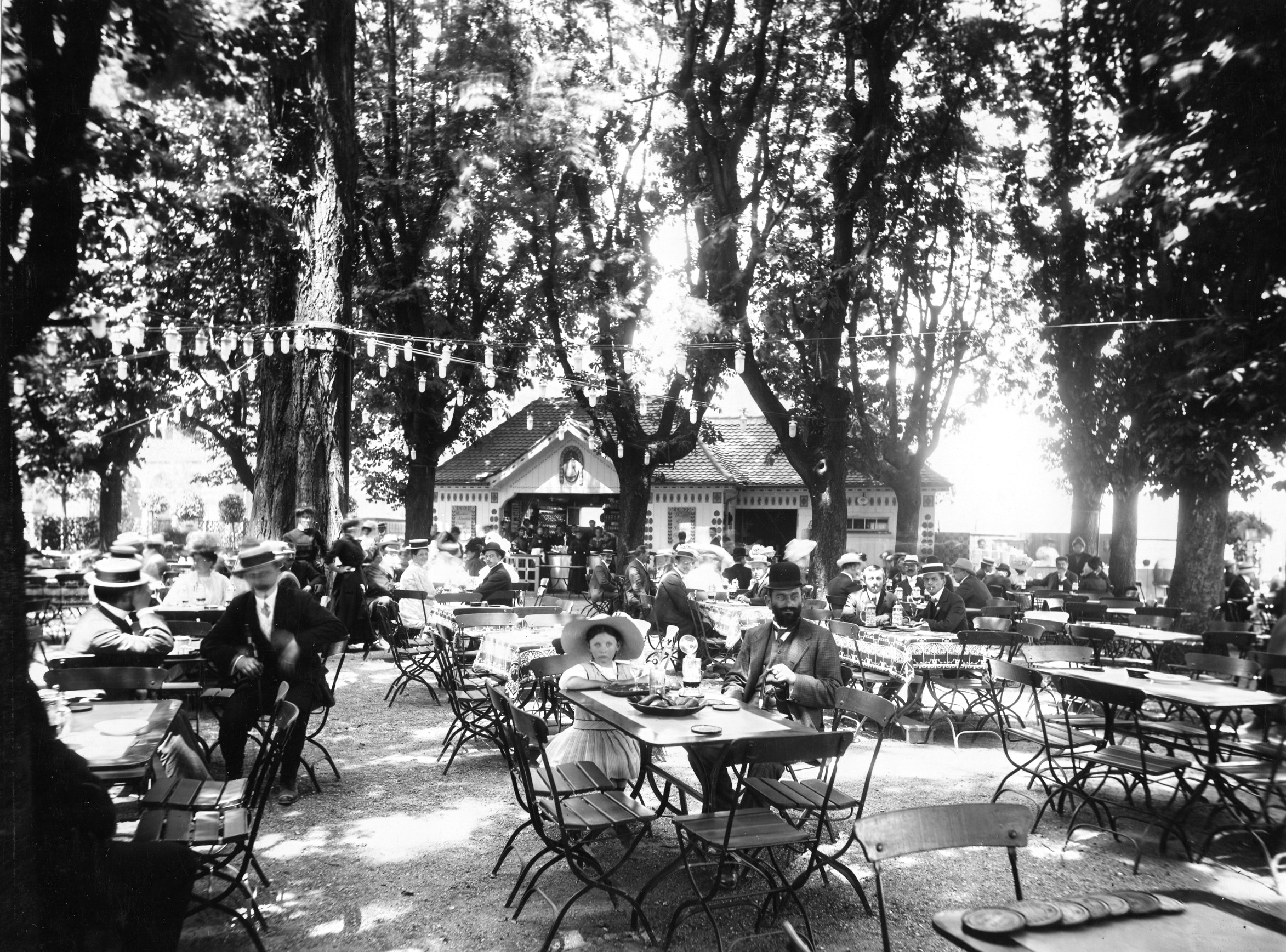
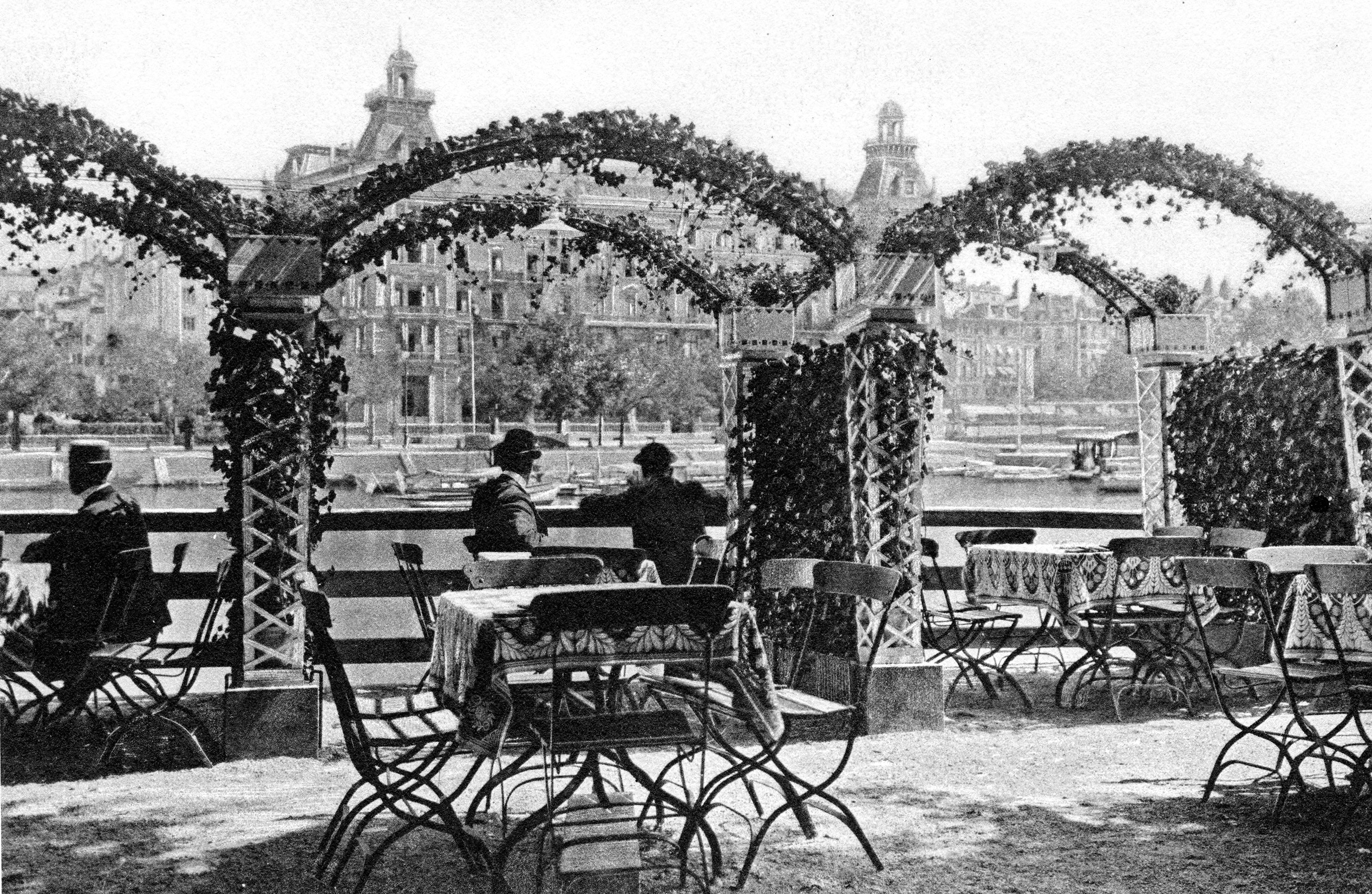

Das Wirtschaftsgebäude wurde 1934 durch Stadtbaumeister Hermann Herter erstellt, und im Winter 2001/2002 unter Mitwirkung der kantonalen Denkmalpflege die Aussenmauern saniert. Ursprünglich hätte ein Caféhaus auf der Flussinsel erbaut werden sollen – als Biergarten mit rund 700 Sitzplätzen gehört das Bauschänzli zu den grossen unter Europas Gartenwirtschaften.
Seit dem Jahr 1995 ist die Flussinsel Austragungsort des Zürcher Oktoberfests. Es wurde vom Zürcher Gastronomen Fred Tschanz, angeregt durch seine damalige Lebenspartnerin, initiiert. Als Münchnerin wünschte sie sich ein solches Fest auch in Zürich.
Ab der Umgestaltung bis Ende 2018 führte Fred Tschanz’ Unternehmen die Gastronomie auf der Insel. Nach 26 Jahren entschied sich der Zürcher Stadtrat im Jahr 2018 für einen neuen Pächter. Seit Januar 2019 führt die Candrian Catering den Restaurationsbetrieb auf dem Bauchschänzli.

### Zirkusbetrieb seit 1992
Das Bauschänzli dient mit seiner Gesamtfläche von 1835 Quadratmeter seit dem Jahr 1992 als Standort des Winterzirkus Circus Conelli.

Circus Conelli auf dem Bauschänzli
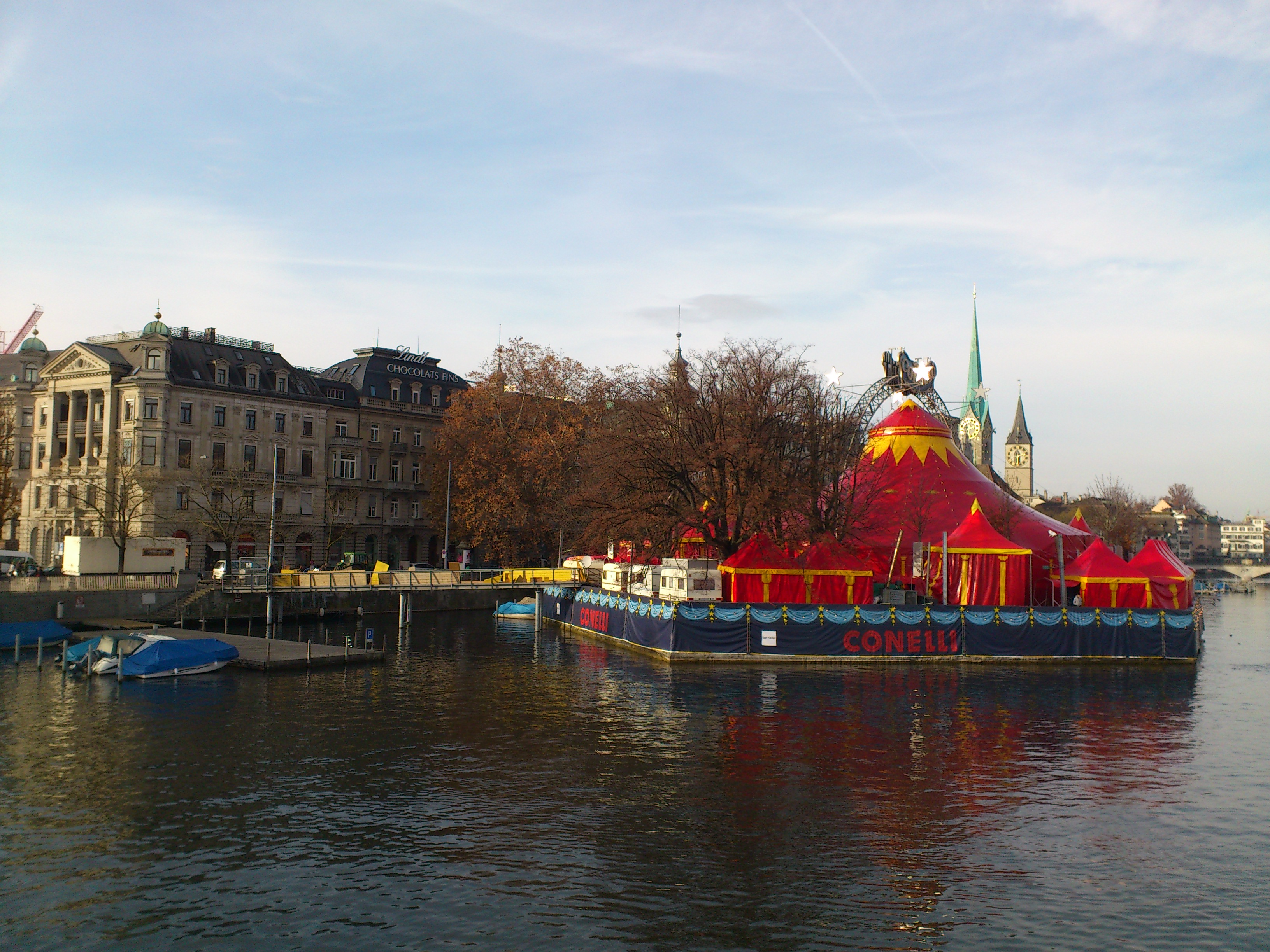
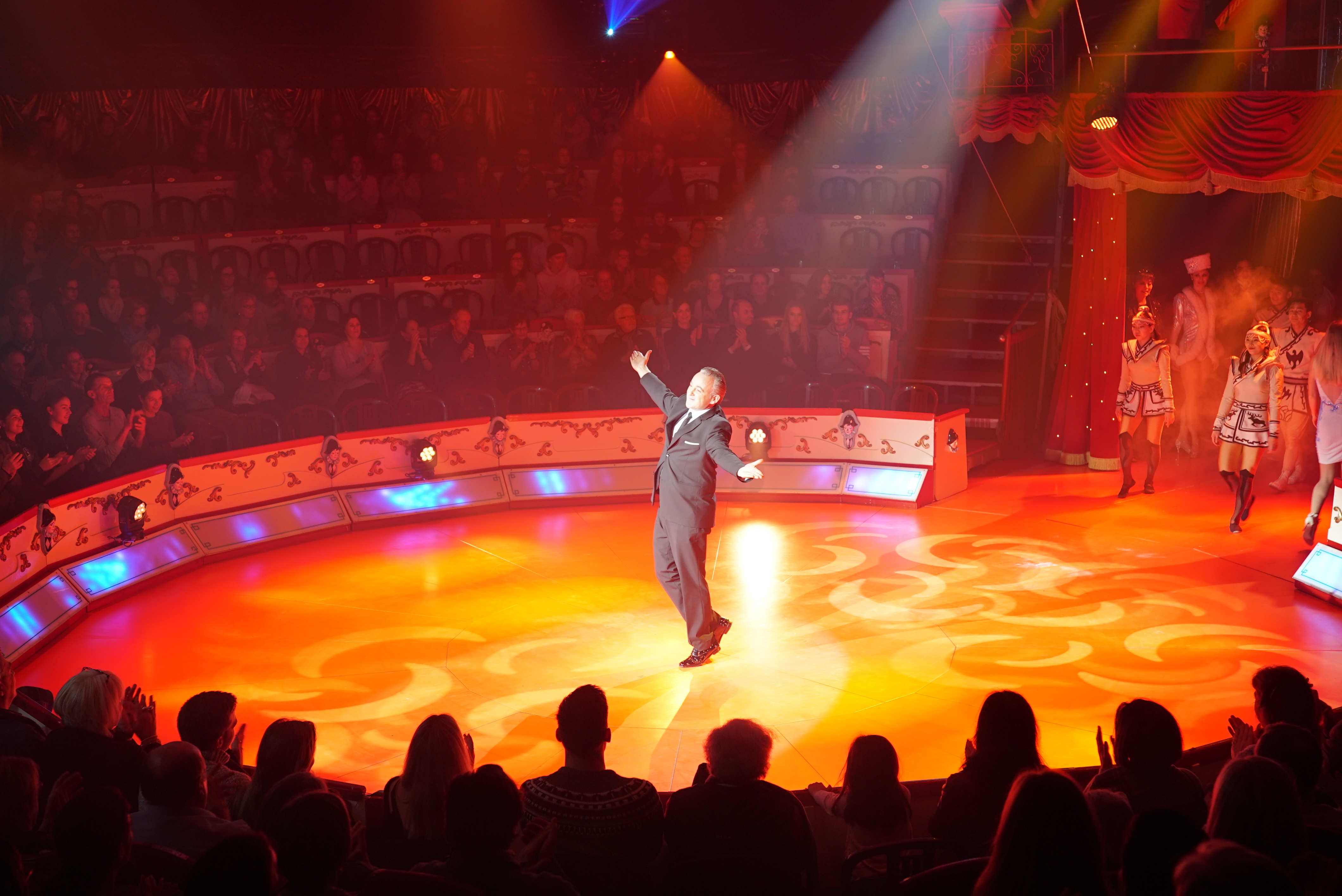
Norbert Ferré im Circus Conelli
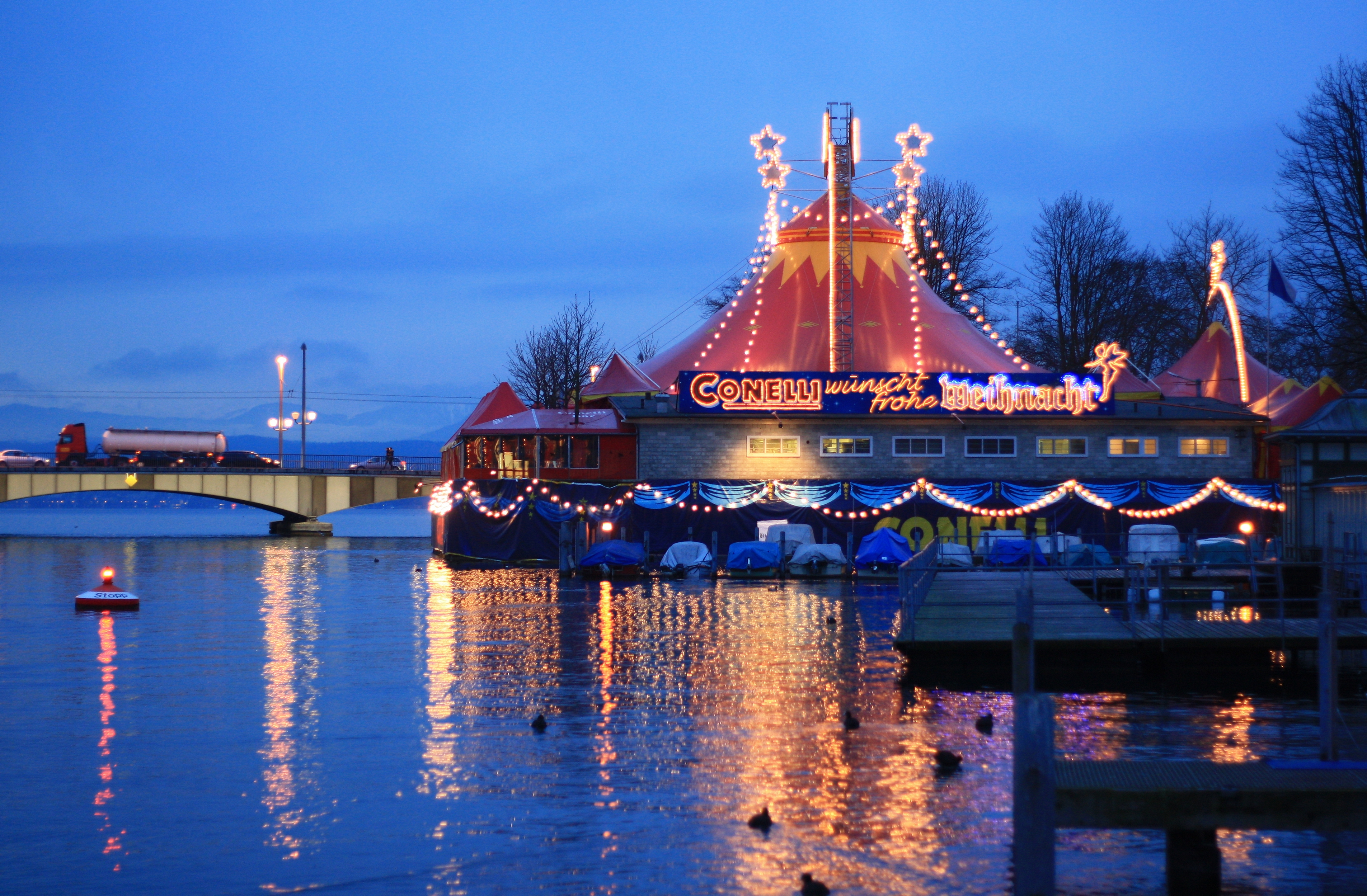

### Schutzkonzept der Kastanien auf der Insel
Damit sich der Baumbestand trotz der intensiven Nutzung nachhaltig entwickeln kann, erfolgte die Ausarbeitung eines neuen Konzepts für den Schutz der Bäume. Die Kastanienart Aesculus hippocastanum (Baumannii) mit langer Blütezeit sowie wenig Stachelfrüchten und Fruchtfall ersetzte die kranken Bäume. Im Verlauf der ersten Sanierungsetappe wurden die Kastanienbäume an der Ostseite, entlang der Limmat, ersetzt und möglichst grosse Bäume gepflanzt, damit der typische Biergartencharakter erhalten bleibt. Die Bäume auf der Westseite werden in einer späteren Etappe ersetzt, abhängig vom Gesundheitszustand des geschwächten Baumbestands. Die neu angepflanzten Bäume erhielten einen Baumschutz, der Verdichtungen im Wurzelbereich verhindert und teilweise mit einer Sitzbank kombiniert ist. Ein speziell für das Bauschänzli ausgearbeitetes Baumschutzreglement sichert den Erhalt der jungen Bäume.

### Beleuchtung
Mit den Sanierungsarbeiten – im Umfang von 3,9 Mio. Schweizer Franken – während der ersten Jahreshälfte 2006 wurde die Insel in den städtischen «Plan Lumière» einbezogen und wird seither abends dezent beleuchtet. Um den Kriterien der Umweltverträglichkeit mit energieoptimierten Leuchten mit einem Energieverbrauch von 350 kWh/Jahr zu genügen und Lichtverschmutzung zu vermeiden, wird im Spätherbst und im Winter (solange die Laubbäume keine Blätter tragen) auf eine Beleuchtung verzichtet. Der Aussenraum des seit 1991 nur im Sommer geöffneten Selbstbedienungsrestaurants sowie des bedienten Restaurants «Limmatblick» und der neuen «Schänzli-Bar» wurde ebenfalls umgestaltet.